# Joseph Naudet
Joseph Naudet, född den 8 december 1786 i Paris, död där den 13 augusti 1878, var en fransk historiker och biblioteksman.
Naudet blev 1821 professor i latinsk poesi vid Collège de France samt var 1830-40 inspektör för den högre undervisningen och 1840-60 direktör för kungliga biblioteket. Från 1852 var Naudet ständig sekreterare i Académie des inscriptions. Bland Naudets skrifter märks Histoire des changements opérés dans toutes les parties de l'administration de l'empire romain depuis Dioclétien jusqu'à Julien (2 band, 1817) och De l'administration des postes chez les romains (1863).